# Miguel Spina
Miguel Spina (São Paulo, 12 de Fevereiro de   1910 - São Paulo, 22 de maio de 1993) foi um gráfico e ancião  da Congregação Cristã no Brasil na cidade de São Paulo de 1938 até sua morte, em 1993. Foi também presidente do Conselho de Anciães entre 1960 e 1991, quando deixou o cargo por problemas de saúde. Em todos os seus anos de ministério, ordenou 375 Diáconos e 257 Anciães. Foi também um missionário responsável por levar a Congregação Cristã para diversos países e inclusive reunir algumas congregações americanas, formando a Congregação Cristã nos Estados Unidos.

## Biografia
Miguel era filho de Gregório Spina e Anna Bizarro, oriundos de Campobasso comuna italiana da região do Molise, província de Campobasso, Itália. Ele tinha seis irmãos: Nicolino Spina, Francisco Spina, Paschoal Spina, Isaías Spina, Noemia Spina Marques e Rosa Spina Oliva. Ambos moravam no Bom Retiro (na Rua da Graça). Sua residência foi a primeira sala de oração na capital de São Paulo.
Teve dois casamentos, sendo sua primeira esposa Joanna de Maio Spina a qual casou-se em abril de 1934 e tiveram seis filhos: Carlos Silas Spina (1942-), Miguel Lysias Spina (1947-2022), Miriam Damaris Spina Carbone (1945-2006), Gregorio Spina (1958-2003) e Luiza Rosina Spina Lombardi (1952-). Residiram na mansão na Avenida Pais de Barros, até que ela foi derrubada e virou um imenso prédio residencial, no qual ele morou até falecer. Após o falecimento da sua primeira esposa, em 1968, casou-se com Edera Catelani Spina.  
No dia 17 de julho de 1938, Miguel Spina foi ordenado para Ancião na Casa de Oração do Brás, por Luiz Pedroso, o ancião mais antigo do Brasil na época.

## Congregação Cristã no Brasil

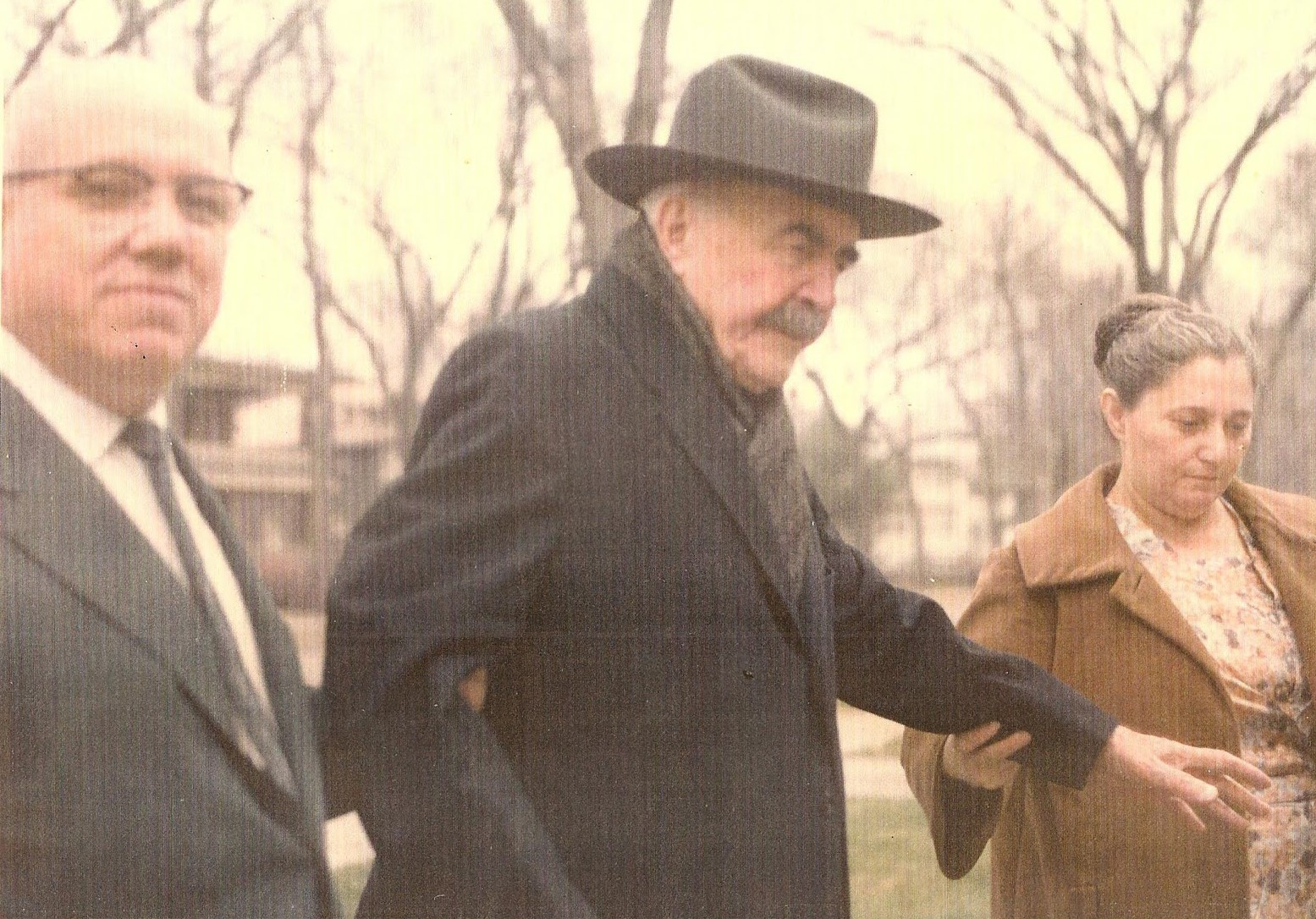
Miguel Spina, Louis Francescon e Joanna de Maio Spinain em Chicago no ano de 1963

### Conselho de Anciães
Spina foi o ancião que presidiu o Conselho de Anciães da Congregação Cristã no Brasil por mais tempos. Durante os mais de 30 anos a frente do conselho, foi responsável pela padronização liturgica dos cultos, pela padronização dos templos em todas as congregações e também por definir hábitos de como se portar nas igrejas.

### Viagem e missões pelo mundo (1962 e 1963)
Spina e sua esposa Joana fizeram diversas viagens pelo mundo a fim de unificar as igrejas e manter relacionamento amigável entre a Congregação Cristã no Brasil e outras igrejas irmãs fora do país. Eles visitaram países como:
Portugal, Suíça, Itália, Grécia, Egito, Líbano, Síria, Chipre, Turquia, Israel, Jordânia, Índia, Tailândia, Hong Kong, Taiwan, Japão, Havaí e Estados Unidos
Após sua longa viagem, Miguel escreveu uma carta contando como foi sua viagem e depois a enviou para São Paulo.

### Congregação Cristã nos Estados Unidos
No final da década de 1970, por iniciativa de seu sobrinho Joel Spina, então residente nos EUA, Miguel Spina e outro ancião brasileiro, Victorio Angare, convidaram algumas igrejas pentecostais ítalo-americanas independentes a formar a Christian Congregation in the United States. O grupo cresceu com a migração de brasileiros na década de 1990 e hoje agrupa membros americanos de origem diversa como brasileiros, portugueses, hispânicos e alguns oriundos de antigas congregações italianas. Hoje a igreja conta com cerca de 70 congregações.

## A Gráfica

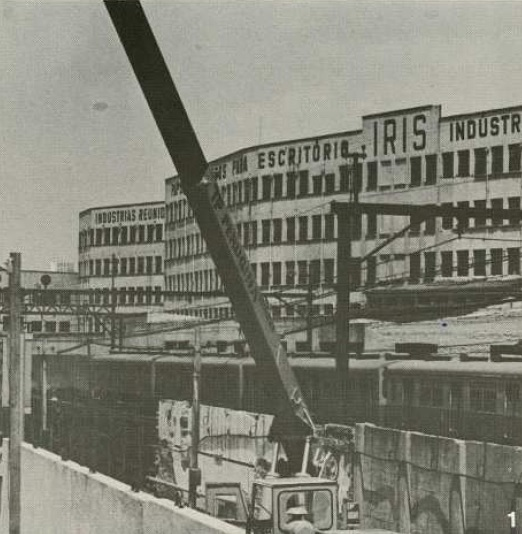
Sede da Indústria Reunidas Irmãos Spina S.A, em 1978.

Miguel era um dos donos da Indústria Reunidas Irmãos Spina S.A (IRIS), que ficava na Rua do Hipódromo, nº. 720, no distrito Brás. A história do grupo Spina começa em fevereiro de 1924, quando os irmãos Nicolino, Francisco, Paschoal, Isaías e Miguel fundaram o Estabelecimento Graphico Irmãos Spina, numa modesta instalação na Rua da Graça, 159, no bairro Bom Retiro, em São Paulo. Depois, expandiram para a Rua do Hipódromo, 720, no bairro do Brás e na Casa Verde.
O produto inicial era o caderno do tipo brochura, além da confecção de impressos em geral. Em 1933, a gráfica participou do lançamento, no Brasil, do primeiro caderno com espiral, conhecido por várias gerações de estudantes. O grupo cresceu, estabelecendo fábricas de papel em São Roque, Mogi das Cruzes e Petrópolis.
Miguel transferiu suas habilidades de administrador adquirida na empresa da família para a gestão da igreja, a qual é utilizada até os dias de hoje. 

## Morte
Miguel Spina faleceu no dia 22 de maio de 1993 aos 83 anos, seu funeral aconteceu no estacionamento da Casa de Oração da Congregação do Brás.